# Hendrik Bogaert
Hendrik Frank Bogaert (Brugge, 30 augustus 1968) is een Belgisch politicus, die tot eind 2023 actief was voor CD&V. Hij gold als de begrotingsspecialist van zijn partij.

## Levensloop
Hendrik Bogaert is een kleinzoon van politicus Albert Bogaert. Hij groeide op in een gezin van vier kinderen, van wie hij de op een na jongste was. Hij was in zijn kindertijd actief betrokken in het gemeenteleven. Zo was hij onder meer misdienaar, lid van scouts en deed hij aan judo, voetbal en atletiek. In deze laatste sportdiscipline werd hij West-Vlaams kampioen op de 800 m en zette hij de op een na beste Belgische jaartijd bij de junioren. Op achtjarige leeftijd overleed zijn vader onverwacht en nam zijn moeder het familiebedrijf over. Hij liep school in het Sint-Franciscus-Xaveriusinstituut te Brugge, waar hij Wetenschappelijke A volgde.
Aan de Katholieke Universiteit Leuven volgde hij de richting toegepaste economische wetenschappen en promoveerde hij in 1991 tot licentiaat en doctorandus in de Bedrijfseconomie. Het laatste jaar van deze opleiding volgde hij deels te Padua in Italië. Gedurende zijn studententijd was hij ook de preses van het 60ste werkingsjaar van Ekonomika, dat onder zijn presidium als laatste Leuvense studentenkring aansloot bij de Leuvense Overkoepelende KringOrganisatie (LOKO). Tevens was hij actief bij de CVP-Jongeren, waarvan hij een tijdlang nationaal bestuurslid was.
Vervolgens voldeed hij zijn legerdienst te Duitsland, waar hij was ingedeeld bij het helikopterregiment. Nadien was Bogaert van 1992 tot 1993 product manager voor de multinational Sara Lee, dat handelt in consumptiegoederen. Nadien trok hij voor twee jaar naar de Harvard Business School in de Verenigde Staten, waar hij in 1995 een Master of Business Administration behaalde. Vanaf 1995 was hij actief bij het consultingbedrijf McKinsey & Company voor de supermarkt en banksector. In 1998 nam hij het familiebedrijf Bogaert Cigars over. Hij verkocht dat in 2007 aan Swedish Match en stapte over naar de chocoladesector. Hij richtte chocoladefabriek Eden Chocolates Holding op, dat vestigingen wilde openen in Jabbeke en de Chinese stad Shanghai en het merk Senz de Chinese markt wilde veroveren. In mei 2010 werd een productie-eenheid geopend in Jabbeke, maar die moest echter reeds in september 2011 sluiten omdat de verkoop van Senz in China onder de verwachtingen bleef en het bedrijf er niet slaagde om winst te boeken. Financiële injecties van verschillende investeerders, waaronder een investering van 7 miljoen euro van de Gewestelijke Investeringsmaatschappij voor Vlaanderen in oktober 2010, brachten geen soelaas en in september 2016 ging het bedrijf failliet.
In 2002 stichtte Bogaert met zijn echtgenote tevens de financiële holding Brugge Investments, waarvan hij gedelegeerd bestuurder werd. Sinds 2018 is hij eveneens aandeelhouder en bestuurder bij het rekruteringsbedrijf Vind. Datzelfde jaar nam hij tevens het West-Vlaamse uitzendwerkbedrijf Kennisjobs over, dat onder zijn leiding uitgroeide tot een sterke lokale speler in de hr-sector. Begin 2025 verkocht Bogaert het bedrijf door aan de hr-groep Daenens Jobs & Interim.

## Politieke loopbaan
Zijn deelname aan de lokale verkiezingen van  oktober 2000 had een belangrijk aandeel in de score van zijn partij te Jabbeke, waarbij de absolute meerderheid ondanks stemmenverlies behouden bleef. Hijzelf kreeg 2.680 voorkeurstemmen. Tussen 2001 en 2006 was hij schepen van ruimtelijke ordening, financiën, jeugd en verkeersveiligheid in Jabbeke. 
In 2001 schreef hij Het huis van Jolien, hierin gaf hij zijn visie over hij 'zijn' partij moest evolueren. Kort daarop werd hij samen met Nahima Lanjri aangesteld tot ondervoorzitter van de partij, een functie die hij bleef uitoefenen tot in 2003. 
Van juni 2003 tot december 2011 was Bogaert tevens lid van de Kamer van volksvertegenwoordigers voor de kieskring West-Vlaanderen, een functie die hij van mei 2014 tot juni 2024 opnieuw uitoefende. Als Kamerlid werd hij actief in de commissies Landsverdediging, Comptabiliteit, Financiën en Begroting, de subcommissie Rekenhof en het adviescomité voor wetenschappelijke en technologische vraagstukken.
Van december 2011 tot oktober 2014 was hij staatssecretaris voor Ambtenarenzaken en Modernisering van de Openbare Diensten in de regering-Di Rupo. In 2013 lag hij fel onder vuur van de ambtenarenvakbonden vanwege zijn hervormingsplannen om loopbanen te baseren op prestaties en minder op anciënniteit. Zo namen onder andere in februari tienduizend federale ambtenaren deel aan een betoging.
Van januari 2007 tot februari 2011 was hij burgemeester van Jabbeke. Op vrijdag 29 oktober 2010 deelde Bogaert zijn ontslag mee als burgemeester. Op donderdag 3 februari 2011 werd hij opgevolgd door Daniël Vanhessche. Hij bleef nadien nog tot eind 2024 zetelen als gemeenteraadslid. Na de gemeenteraadsverkiezingen van oktober 2018 werd afgesproken dat Bogaert Daniël Vanhessche begin januari 2022 zou opvolgen als burgemeester, maar hij besloot daar uiteindelijk van af te zien om zich naar eigen zeggen voluit op de nationale politiek te kunnen blijven richten.
Op 19 december 2023 kondigde Bogaert zijn vertrek bij CD&V aan om een nieuwe partij op te richten onder de naam 'Redelijk Rechts'. Bogaert was het al langer oneens met de deelname van CD&V aan de regering-De Croo. Hij beloofde wel mee te stemmen met zijn ex-partij tot het einde van de legislatuur. Hij had naar eigen zeggen al een programma voor de partij klaar, al was het niet de bedoeling dat de partij al zou deelnemen aan de verkiezingen van juni 2024.

## Persoonlijk
Hij is vader van drie kinderen.